# Falvaterra
Falvaterra is een gemeente in de Italiaanse provincie Frosinone (regio Latium) en telt 607 inwoners (31-12-2004). De oppervlakte bedraagt 12,8 km², de bevolkingsdichtheid is 53 inwoners per km².

## Demografie
Falvaterra telt ongeveer 245 huishoudens. Het aantal inwoners steeg in de periode 1991-2001 met 7,3% volgens cijfers uit de tienjaarlijkse volkstellingen van ISTAT.
| Jaar | Inwoneraantal |
| ---- | ------------- |
| 1991 | 587           |
| 2001 | 630           |

## Geografie
De gemeente ligt op ongeveer 279 m boven zeeniveau.
Falvaterra grenst aan de volgende gemeenten: Arce, Castro dei Volsci, Ceprano, Pastena, San Giovanni Incarico.